# Kaneto Shindō
Kaneto Shindō (新藤 兼人; Hiroshima, 28 aprile 1912 – Tokyo, 29 maggio 2012) è stato un regista e sceneggiatore giapponese.

## Biografia
Verso la fine degli anni '30 lavora come scenografo nel film La vendetta dei 47 ronin, del regista e suo futuro mentore Kenji Mizoguchi. Nel 1940 comincia invece la sua attività di sceneggiatore, realizzando script che saranno utilizzati da registi come Kon Ichikawa, Keisuke Kinoshita, Fumio Kamei, Tadashi Imai e Kōzaburō Yoshimura. La sua collaborazione con Yoshimura in particolare è stata descritta come "una delle migliori del dopoguerra, paragonabile a quella tra lo sceneggiatore Dudley Nichols e il regista John Ford".

### Il debutto alla regia
Il debutto alla regia avviene nel 1951 con il film Aisai monogatari, che vede tra gli interpreti la sua futura moglie Nobuko Otowa; già l'anno successivo filma I bambini di Hiroshima che viene presentato con successo al Festival di Cannes 1953. Nel 1960 gira L'isola nuda, sulla vita di una famiglia di contadini che cerca di sopravvivere in un'isola arida e desertica; il film vince il Gran Premio al Moscow International Film Festival e riscuote un grande successo di pubblico nel mondo, anche se Shindo viene criticato in patria per aver messo in cattiva luce i giapponesi agli occhi degli stranieri. Seguono, negli anni sessanta, due film di un certo rilievo, gli horror Onibaba - Le assassine e Kuroneko, ambientati in epoca Jidai-geki.

### Gli ultimi anni
Ancora in attività vicino a compiere 100 anni e con alle spalle più di 40 film da regista e 200 da sceneggiatore, Shindo gira nel 2010 il film Postcard, che viene scelto come candidato ufficiale per il Giappone nella corsa per l'Oscar al miglior film straniero del 2012, senza però entrare nella cinquina finale. Muore il 29 maggio 2012 a Tokyo.

## Vita privata
È stato sposato con l'attrice Nobuko Otowa fino alla morte di lei, avvenuta nel 1994; sua moglie è stata anche interprete di molti dei suoi film.

## Filmografia parziale

### Regista e sceneggiatore
- Storia di una moglie amata o Racconti di una sposa amata (Aisai monogatari) (1951)
- I bambini di Hiroshima (Genbaku no ko) (1952)
- Compendio (Shukuzu) (1953)
- La vita di una donna (Onna no Issho) (1954)
- Rigagnolo (1955)
- La tristezza appartiene alle donne o Solo le donne hanno dispiaceri (Kanashimi wa Onna dakeni) (1958)
- Il peschereccio Drago della Fortuna (Daigo Fukuryū Maru) (1959)
- L'isola nuda (Hadaka no shima) (1960)
- L'uomo (Ningen) (1962)
- Mother (Haha) (1963)
- Onibaba - Le assassine (Onibaba) (1964)
- Akutō (1965)
- Sesso perduto (Honnou) (1966)
- Kuroneko o Il gatto nero tra i cespugli (Yabu no naka no kuroneko) (1968)
- Vivi oggi, muori domani (Hadaka No Jykyusai) (1970)
- Kanawa (1972)
- Sanka (1973)
- Chikuzan hitori tabi (1977)
- Alberi decidui (Raku-yo-ju) (1986)
- Gogo no Yuigon-jo (1995)
- Ikitai (1999)
- Sanmon Yakusha (2000)
- Fukurō (2003)
- Postcard (2010)

### Sceneggiatore
- Le campane di Nagasaki, regia di Hideo Ôba (1950)
- La casa degli amori particolari, regia di Yasuzō Masumura (1964)
- La casa delle vergini dormienti, regia di Kôzaburô Yoshimura (1968)
- Hachikō Monogatari, regia di Seijirô Kôyama (1987)
- The Perfect Education, regia di Ben Wada (1999)